# Parador Pellegrini
O Parador Pellegrini é um dos paradores do Metrotranvía de Mendoza, situado no distrito de Mendoza, entre o Parador 25 de Mayo e o Parador San Martín. Administrado pela Empresa Provincial de Transporte de Mendoza (EPTM), faz parte da Linha Verde.
Foi inaugurado em 28 de fevereiro de 2012. Localiza-se no cruzamento da Rua Pascual Segura com a Rua Arizu. Atende os seguintes bairros: Bombal Sur, Tapón de Sevilla e Villa Mercedes.